# Lauxania bilobata
Lauxania bilobata är en tvåvingeart som beskrevs av Merz 2001. Lauxania bilobata ingår i släktet Lauxania och familjen lövflugor.
Artens utbredningsområde är Frankrike. Inga underarter finns listade i Catalogue of Life.